# Трашмен
„Трашмен“ (на английски: The Trashmen) е рок група от Минеаполис, щата Минесота, САЩ.
Сформирана е през 1962 г. В първия ѝ състав в нея свирят Тони Андреасон (първа китара и вокали), Дал Уинслоу (китара и вокали), Стив Уарър (барабани и вокали) и Боб Рийд (бас китара). Свирят предимно сърф рок, паралелно с елементи от гаражния рок.
|  | Тази страница частично или изцяло представлява превод на страницата The Trashmen в Уикипедия на английски. Оригиналният текст, както и този превод, са защитени от Лиценза „Криейтив Комънс – Признание – Споделяне на споделеното“, а за съдържание, създадено преди юни 2009 година – от Лиценза за свободна документация на ГНУ. Прегледайте историята на редакциите на оригиналната страница, както и на преводната страница, за да видите списъка на съавторите. ВАЖНО: Този шаблон се отнася единствено до авторските права върху съдържанието на статията. Добавянето му не отменя изискването да се посочват конкретни източници на твърденията, които да бъдат благонадеждни. |